# Решёты (Новосибирская область)
Решёты — село в Кочковском районе Новосибирской области России. Административный центр и единственный населённый пункт Решетовского сельсовета.

## География
Площадь села — 939 гектаров.

## История
Основано в 1775 году. В 1928 году состояло из 1362 хозяйств. В селе располагались: лавка общества потребления, кредитное товарищество, 3 школы 1-й ступени, изба-читальня, мельничный пункт. В административном отношении являлось центром Решётовского сельсовета Кочковского района Каменского округа Сибирского края.

## Население
| 2002  | 2007  | 2010  | 2012  | 2013  | 2014  | 2015  |
| ----- | ----- | ----- | ----- | ----- | ----- | ----- |
| 2178  | ↗2227 | ↘2003 | ↗2014 | ↘1985 | ↘1975 | ↘1963 |
| 2016  | 2017  | 2018  | 2019  | 2020  | 2021  |       |
| ↘1948 | ↘1921 | ↘1878 | ↘1865 | ↘1837 | ↘1810 |       |

По переписи 1926 г. в селе проживало 7426 человек, в том числе 3592 мужчин и 3834 женщины. Основное население — украинцы.

## Инфраструктура
В селе по данным на 2007 год функционируют 2 учреждения здравоохранения и 2 учреждения образования.